# Oriedież
Oriedież (ros. Оредеж) – osiedle w Rosji, w obwodzie leningradzkim, w rejonie łużskim. W 2010 liczyło 2709 mieszkańców.
Znajduje się tu stacja kolejowa Oriedież, położona na linii Petersburg – Newel – Witebsk.